# Vuča (Leposavić)
Pour les articles homonymes, voir Vuča.
Vuča en serbe latin et Vuçë en albanais (en serbe cyrillique : Вуча) est une localité du Kosovo située dans la commune/municipalité de Leposavić/Leposaviq, district de Mitrovicë/Kosovska Mitrovica. Selon des estimations de 2009 comptabilisées pour le recensement kosovar de 2011, elle compte 459 habitants, dont une majorité de Serbes.

## Géographie
Vuča/Vuçë est situé à 8 km au sud de Leposavić/Leposaviq, sur les bords de la rivière Vučanska reka, un affluent gauche de l'Ibar. Le village fait partie de la communauté locale de Sočanica/Soçanicë.

## Histoire
Sur le territoire du village se trouve le site archéologique romain de Crkvine, qui remonte aux IIe et IIIe siècles, ainsi que les ruines de l'église du cimetière de Vuča, qui datent du XVIIe siècle.

## Démographie

### Évolution historique de la population dans la localité
| 1948 | 1953 | 1961 | 1971 | 1981 | 1991 | 2009 |
| ---- | ---- | ---- | ---- | ---- | ---- | ---- |
| 343  | 429  | 472  | 452  | 424  | 417  | 459  |

|  |